# HMS Halland
Le HMS Halland est un sous-marin de classe Gotland de la marine royale suédoise.

## Fabrication
Le navire a été commandé le 28 mars 1990 à Kockums à Malmö, mais les plans ont été modifiés le 5 septembre 1991 pour ajouter le système AIP. Le changement a augmenté le déplacement de 200 tonnes et la longueur de 7,5 mètres. La quille du navire a été posée le 21 octobre 1994 et il a été lancé le 27 septembre 1996. Le navire a rejoint la flotte suédoise le 26 juillet 1999,.